# Satellite Award/Fernsehen/Bester Darsteller in einer Serie – Komödie/Musical
Mit dem Satellite Award Bester Darsteller in einer Serie – Komödie/Musical werden die Schauspieler geehrt, die als Hauptdarsteller herausragende Leistungen in einer Filmserie der Kategorien Komödie oder Musical gezeigt haben.
| Statistik (bis einschließlich Satellite Awards 2022)      | |
| Am häufigsten honorierter Hauptdarsteller (je zwei Siege) | Jason Bateman für Arrested Development Bill Hader für Barry Bernie Mac für The Bernie Mac Show Kelsey Grammer für Frasier William H. Macy für Shameless Jeffrey Tambor für Transparent |
| Am häufigsten nominierter Hauptdarsteller                 | Thomas Middleditch für Silicon Valley (sechs Nominierungen, davon ein Sieg) |
| Am häufigsten nominierter Hauptdarsteller ohne Sieg       | Jim Parsons für The Big Bang Theory (fünf Nominierungen) |

Es werden immer jeweils die Darsteller des Vorjahres ausgezeichnet.

## Nominierungen und Gewinner

### 1996–1999
| Jahr | Preisträger    | für die Serie             | Nominierungen |
| 1996 | John Lithgow   | Hinterm Mond gleich links | Michael J. Fox für Chaos City Michael Richards für Seinfeld Garry Shandling für The Larry Sanders Show Rip Torn für The Larry Sanders Show    |
| 1997 | Kelsey Grammer | Frasier                   | Tim Allen für Hör mal, wer da hämmert Drew Carey für Drew Carey Show Michael J. Fox für Chaos City Garry Shandling für The Larry Sanders Show |
| 1998 | Drew Carey     | Drew Carey Show           | Michael J. Fox für Chaos City Kelsey Grammer für Frasier John Lithgow für Hinterm Mond gleich links Paul Reiser für Verrückt nach dir         |
| 1999 | Jay Mohr       | Action                    | Ted Danson für Becker Thomas Gibson für Dharma & Greg Eric McCormack für Will & Grace David Hyde Pierce für Frasier                           |

### 2000–2009
| Jahr | Preisträger      | für die Serie                       | Nominierungen |
| 2000 | Frankie Muniz    | Malcolm mittendrin                  | Robert Guillaume für Sports Night Sean Hayes für Will & Grace Stacy Keach für Titus John Mahoney für Frasier                                                                              |
| 2001 | Kelsey Grammer   | Frasier                             | Thomas Cavanagh für Ed – Der Bowling-Anwalt Eric McCormack für Will & Grace Ray Romano für Alle lieben Raymond George Segal für Just Shoot Me – Redaktion durchgeknipst                   |
| 2002 | Bernie Mac       | The Bernie Mac Show                 | Matt LeBlanc für Friends Eric McCormack für Will & Grace John C. McGinley für Scrubs – Die Anfänger Damon Wayans für What’s Up, Dad?                                                      |
| 2003 | Bernie Mac       | The Bernie Mac Show                 | Sacha Baron Cohen für Da Ali G Show Bryan Cranston für Malcolm mittendrin Larry David für Lass es, Larry! Eric McCormack für Will & Grace Tony Shalhoub für Monk                          |
| 2004 | Jason Bateman    | Arrested Development                | Zach Braff für Scrubs – Die Anfänger Larry David für Lass es, Larry! Bernie Mac für The Bernie Mac Show Damon Wayans für What’s Up, Dad?                                                  |
| 2005 | Jason Bateman    | Arrested Development                | Stephen Colbert für The Colbert Report Kevin Connolly für Entourage Jason Lee für My Name Is Earl James Spader für Boston Legal                                                           |
| 2006 | James Spader     | Boston Legal                        | Steve Carell für Das Büro Stephen Colbert für The Colbert Report Ted Danson für Help Me Help You Jason Lee für My Name Is Earl James Roday für Psych                                      |
| 2007 | Stephen Colbert  | The Colbert Report                  | Alec Baldwin für 30 Rock Steve Carell für Das Büro Ricky Gervais für Extras Zachary Levi für Chuck Lee Pace für Pushing Daisies                                                           |
| 2008 | Justin Kirk      | Weeds – Kleine Deals unter Nachbarn | Alec Baldwin für 30 Rock Danny Devito für Danny Devito David Duchovny für Californication Jonny Lee Miller für Eli Stone Lee Pace für Pushing Daisies                                     |
| 2009 | Matthew Morrison | Glee                                | Alec Baldwin für 30 Rock Jemaine Clement für The Flight of the Conchords Stephen Colbert für The Colbert Report Danny R. McBride für Eastbound & Down Jim Parsons für The Big Bang Theory |

### 2010–2019
| Jahr | Preisträger        | für die Serie       | Nominierungen |
| 2010 | Alec Baldwin       | 30 Rock             | Steve Carell für Das Büro Thomas Jane für Hung – Um Längen besser Danny McBride für Eastbound & Down Matthew Morrison für Glee Jim Parsons für The Big Bang Theory                                                                                            |
| 2011 | Louis C. K.        | Louie               | Martin Clunes für Doc Martin Charlie Day für It’s Always Sunny in Philadelphia Matt LeBlanc für Episodes Joel McHale für Community Elijah Wood für Wilfred |
| 2012 | Johnny Galecki     | The Big Bang Theory | Will Arnett für Up All Night Don Cheadle für House of Lies Louis C. K. für Louie Joel McHale für Community Jim Parsons für The Big Bang Theory |
| 2013 | John Goodman       | Alpha House         | Mathew Baynton für The Wrong Mans – Falsche Zeit, falscher Ort Andre Braugher für Brooklyn Nine-Nine Don Cheadle für House of Lies James Corden für The Wrong Mans – Falsche Zeit, falscher Ort Jake Johnson für New Girl Jim Parsons für The Big Bang Theory |
| 2014 | Jeffrey Tambor     | Transparent         | Louis C.K. für Louie John Goodman für Alpha House William H. Macy für Shameless Thomas Middleditch für Silicon Valley Jim Parsons für The Big Bang Theory |
| 2015 | Jeffrey Tambor     | Transparent         | Louis C.K. für Louie Will Forte für The Last Man on Earth Colin Hanks für Life in Pieces Chris Messina für The Mindy Project Thomas Middleditch für Silicon Valley                                                                                            |
| 2016 | William H. Macy    | Shameless           | Anthony Anderson für Black-ish Will Forte für The Last Man on Earth Rob Delaney für Catastrophe Thomas Middleditch für Silicon Valley Jeffrey Tambor für Transparent                                                                                          |
| 2017 | William H. Macy    | Shameless           | Aziz Ansari für Master of None Zach Galifianakis für Baskets Neil Patrick Harris für Eine Reihe betrüblicher Ereignisse John Lithgow für Trial & Error Thomas Middleditch für Silicon Valley                                                                  |
| 2018 | Bill Hader         | Barry               | Anthony Anderson für Black-ish Ted Danson für The Good Place Donald Glover für Atlanta William H. Macy für Shameless Thomas Middleditch für Silicon Valley |
| 2019 | Thomas Middleditch | Silicon Valley      | Ted Danson für The Good Place Michael Douglas für The Kominsky Method Bill Hader für Barry Eugene Levy für Schitt’s Creek Danny McBride für The Righteous Gemstones                                                                                           |

### Ab 2020
| Jahr | Preisträger        | für die Serie                 | Nominierungen |
| 2020 | Eugene Levy        | Schitt’s Creek                | Dave Burd für Dave Ricky Gervais für After Life Nicholas Hoult für The Great Jason Sudeikis für Ted Lasso Ramy Youssef für Ramy                                                          |
| 2021 | Jason Sudeikis     | Ted Lasso                     | Paul Bettany für WandaVision Michael Douglas für The Kominsky Method Jay Duplass für Die Professorin Steve Martin für Only Murders in the Building Alan Tudyk für Resident Alien         |
| 2022 | Bill Hader         | Barry                         | Donald Glover für Atlanta Danny McBride für The Righteous Gemstones Craig Robinson für Killing It Martin Short für Only Murders in the Building Alan Tudyk für Resident Alien            |
| 2023 | Jeremy Allen White | The Bear: King of the Kitchen | Bill Hader für Barry Steve Martin für Only Murders in the Building Martin Short für Only Murders in the Building Jason Sudeikis für Ted Lasso                                            |
| 2024 | Patrick Brammall   | Colin from Accounts           | Adam Brody für Nobody Wants This Nathan Fielder für The Curse Seth Rogen für Platonic Martin Short für Only Murders in the Building Jeremy Allen White für The Bear: King of the Kitchen |